# Nagainokoganea malayanus
Nagainokoganea malayanus är en skalbaggsart som beskrevs av Shinji Nagai och Hirasawa 1991. Nagainokoganea malayanus ingår i släktet Nagainokoganea och familjen Rutelidae. Inga underarter finns listade i Catalogue of Life.